# 七星山

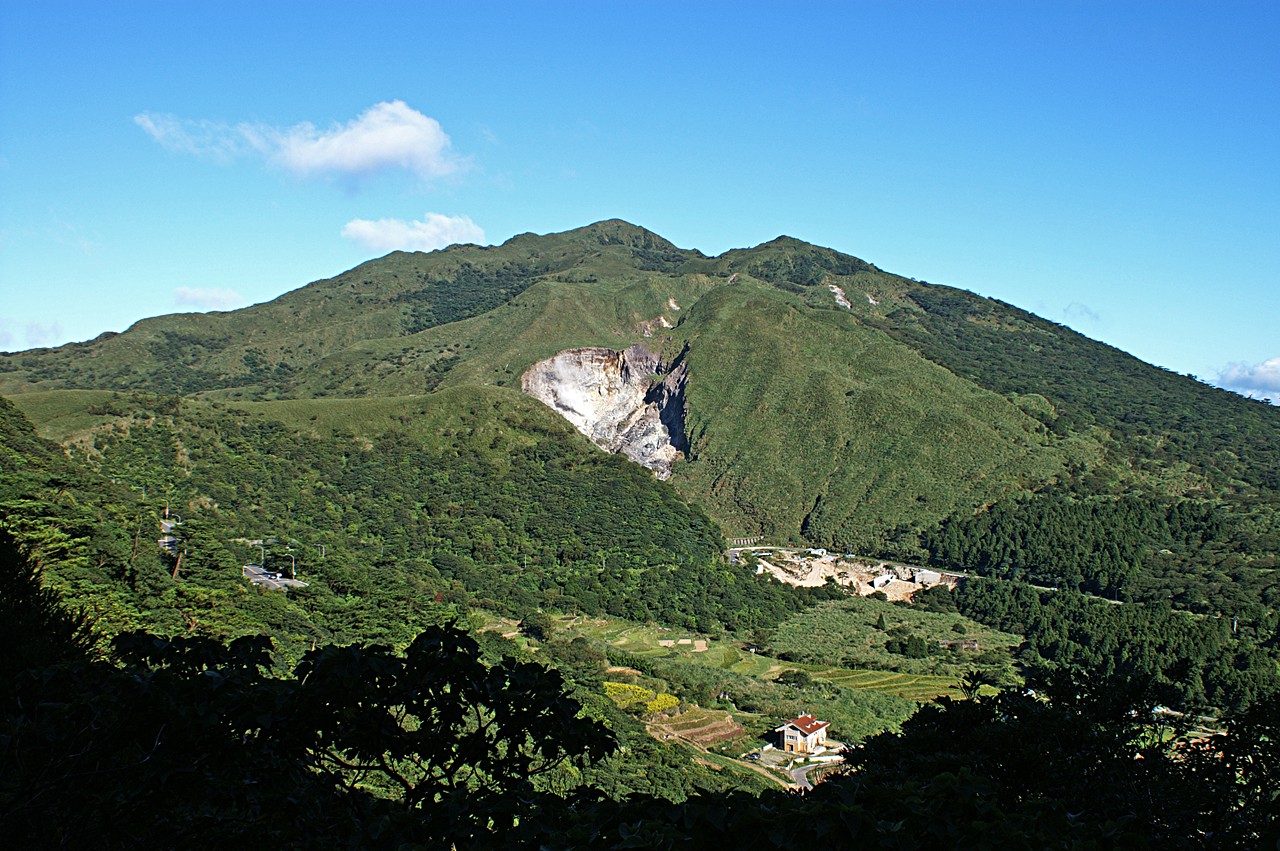
七星山を小油坑から遠望する

七星山（しちせいざん 英語: Qixing Mountain）は、台湾・台北市北投区にあり、大屯山などと共に陽明山国家公園内に位置し、標高は1,120メートルで、台北市内で最も高い山である。七星山は複合火山で、地理的には大屯火山群に属し、山頂には一等三角点があり、山頂からの展望は広く、大台北地区を一望できる。

## 構造
七星山は約70万年前に噴火を開始し、頂上には噴火口（カルデラ地形が崩れたもの）があったが、噴火が終わった後、浸食を受けて大小7つの丘が残ったので、北斗七星にちなんで名づけられた。
七星山は南東側と北西側に断層があり、その結果、温泉や噴気口などの特異な地形が形成されている。この複雑な火山の最も顕著な特徴は、噴出した溶岩と岩屑が幾重にも重なって円錐丘を形成している、急峻で独立した丘である。七星山の南西に紗帽山があり、これは七星山の寄生火山で、マグマによる形成が比較的粘性のためゆるやかであったので、移動度が小さく、ゆっくりと丸く滑らかで美しい円錐形の火山に形成されたため、清時代の帽子「紗帽」（烏帽）に似ているとして、その名前から名付けられている。
台北の街からも近く、「台湾小百岳」の一つとしても登録されていて、格好の登山対象になっている。また、陽明山国家公園の七星山・大屯山などを経て、30km・十数時間を要する東西縦走路もある 。

## 七星山の七峰
七星山の七峰は上記の中国語版ページにあり、七星山東峰（海拔1,107m）が最高峰である。

## 参照項目
- 大屯国立公園 (日本統治時代に)
- 台湾の山一覧